# Стёпкин, Фёдор Тимофеевич
Стёпкин Фёдор Тимофеевич (1928—2019) — советский военачальник, генерал-лейтенант авиации (1.11.1980), заслуженный военный лётчик СССР.

## Биография
Родился в 1928 (?) году.
В 1951 году окончил Чугуевское военное авиационное училище.
Проходил службу на различных должностях лётного и командного составов в Прикарпатском, Киевском, Московском, Одесском военных округах, Группе советских войск в Германии, на Дальнем Востоке.
Командовал авиаполком (Кубинка), авиадивизией, авиакорпусом. Затем служил на должностях заместителя командующего по боевой подготовке 5-й воздушной армии, заместителя командующего по боевой подготовке ВВС Дальнего Востока.
Умер 20 июля 2019 года. Похоронен на Федеральном  военном  мемориале  «Пантеон  защитников  Отечества»

## Прохождение службы
С октября 1973 года по август 1975 года — командир 71-го истребительного авиационного Никопольского орденов Суворова и Кутузова корпуса.
С 1975 (?) года по 1979 год — заместитель командующего по боевой готовности 5-й воздушной армии.
С 1979 года по 1989 год — заместитель командующего Военно-Воздушными Силами Дальне-Восточного военного округа по боевой подготовке.

## Награды
- почётное звание «Заслуженный военный летчик СССР»;
- Орден Красного Знамени,
- Орден Красной Звезды,
- Орден «За службу Родине в Вооружённых Силах СССР» III степени.